# Kim Bup-rae
Kim Bup-rae (Hangul: 김법래) es un actor de televisión y musicales surcoreano.

## Biografía
Estudió en la Universidad Kyung Hee.

## Carrera
Es miembro de la agencia E Entertainment (E엔터테인먼트) desde febrero de 2021.
En octubre de 2015 se unió al elenco recurrente de la serie Glamorous Temptation donde dio vida a Kang II-do, el hermano mayor de Kang Il-joo (Cha Ye-ryun).
En abril de 2016 se unió al elenco recurrente de la serie Flowers of the Prison donde interpretó al Rey Jungjong de Joseon, el padre biológico de Ok-nyeo (Jin Se-yeon).
En enero de 2017 se unió al elenco recurrente de la serie Missing 9 donde dio vida a Jang Do-pal, el peligroso vicepresidente de Legend Entertainment, un hombre involucrado en la muerte de Shin Jae-hyun (Yeon Je-wook).
En noviembre de 2018 se unió al elenco recurrente de la serie Children of Nobody donde interpretó a Song Ho-min, el director del Centro Infantil Haneul.
En septiembre de 2019 se unió al elenco recurrente de la serie Secret Boutique donde dio vida a Do Joon-sub, el alcalde de la ciudad Yoongchun.
En febrero de 2021 se unió al elenco recurrente de la serie River Where the Moon Rises donde interpretó al Rey Pyeongwon de Goguryeo, un hombre que fue originalmente benevolente y generoso, pero que gradualmente se convierte en sensible y sospechoso.

## Filmografía

### Series de televisión
| Año         | Título                                    | Personaje                     | Notas                           |
| ----------- | ----------------------------------------- | ----------------------------- | ------------------------------- |
| 2022-23     | Dar en el clavo                           | Propietario del pub           | Serie web                       |
| 2021        | Squid Game                                | Prestamista de Seong Gi-hun   | ep. #1 - (aparición especial)   |
| 2021        | Lovers of the Red Sky                     | Ma Wang                       | ep. #1 - (aparición especial)   |
| 2021        | Voice 4                                   | Park Hyun                     | ep. #1-2 - (aparición especial) |
| 2021        | The Penthouse 3: War in Life              | -                             | (aparición especial)            |
| 2021        | Joseon Exorcist                           | Wang-yoo                      |                                 |
| 2021        | River Where the Moon Rises                | Rey Pyeongwon de Goguryeo     | [ 7 ]                           |
| 2019        | Melting Me Softly                         | Lee Hyung-do / Lee Seok-do    | [ 8 ]                           |
| 2019        | Secret Boutique                           | Do Joon-sub                   |                                 |
| 2019        | Different Dreams                          | Do Wol-seong                  |                                 |
| 2019        | Love in Sadness                           | Abogado de Divorcios          | ep. #36 - (aparición especial)  |
| 2019        | My Lawyer, Mr. Jo 2: Crime and Punishment | Yoo Chang-ho                  |                                 |
| 2018 - 2019 | Children of Nobody                        | Song Ho-min                   |                                 |
| 2017 - 2018 | Love Returns                              | Goo Choong-seo                |                                 |
| 2017        | Han Yeo Reum's Memory (한여름의 추억)     | Cita a ciegas de Han Yeo-reum |                                 |
| 2017        | The Lady in Dignity                       | Seo Moon-tak                  |                                 |
| 2017        | Missing 9                                 | Jang Do-pal                   |                                 |
| 2016        | Flowers of the Prison                     | Rey Jungjong de Joseon        |                                 |
| 2015 - 2016 | Glamorous Temptation                      | Kang II-do                    |                                 |
| 2015        | Mask                                      | Yang Song-ki                  |                                 |
| 2015        | The Jingbirok: A Memoir of Imjin War      | -                             |                                 |
| 2015        | Shine or Go Crazy                         | Kwak Jang-goon                |                                 |
| 2014        | Dr. Frost                                 | Park Do-chul                  | ep. #3                          |
| 2014        | The Three Musketeers                      | Yoon Jung-guk                 |                                 |
| 2014        | Cunning Single Lady                       | -                             |                                 |
| 2014        | Trot Lovers                               | CEO Han                       |                                 |
| 2013        | Two Weeks                                 | Hwang Dae-joon                |                                 |
| 2005        | Drama City - "다 함께 차차차"             | -                             |                                 |

### Películas
| Año  | Título                                       | Personaje             | Notas   |
| ---- | -------------------------------------------- | --------------------- | ------- |
| 2020 | Okay! Madam                                  | Teniente General Park |         |
| 2019 | Cheer Up, Mr. Lee                            | Jefe Yang             |         |
| 2018 | Illang: The Wolf Brigade                     | Park Moo-young        |         |
| 2017 | The Fortress                                 | Gan                   |         |
| 2015 | Bad Man (The Wicked are Alived)              | Song Chan-hyeok       |         |
| 2013 | Secretly, Greatly                            | Director del NIS      |         |
| 2013 | One Perfect Day (Love's Rock-Paper-Scissors) | Hombre del Abrigo     | (corto) |
| 2012 | The Spies (The Spy)                          | -                     |         |

### Programas de variedades
| Año  | Título                                          | Notas                                                   |
| ---- | ----------------------------------------------- | ------------------------------------------------------- |
| 2019 | Video Star                                      | ep. #166 - invitado                                     |
| 2018 | Happy Together Season 4                         | ep. #566 - invitado                                     |
| 2017 | King of Mask Singer - 51st Generation Mask King | ep. #32 - concursó como "Akodieonmaen, Don't Make Face" |
| 2017 | Master in the House                             | ep. #32 - aparición especial                            |
| 2016 | Singing Battle: 1st Game                        | ep. #1-2 - miembro del equipo "Kim Su-ro"               |
| 2016 | Mr. House Husband                               | ep. #5-6 - invitado especial                            |
| 2015 | Radio Star                                      | ep. #452 - invitado                                     |
| 2013 | 퍼펙트 싱어VS                                   |                                                         |

### Musicales
| Año                            | Título                                          | Personaje            | Notas |
| ------------------------------ | ----------------------------------------------- | -------------------- | ----- |
| 2015                           | Chess                                           | -                    |       |
| 2015                           | Gone with the Wind small>(바람과 함께 사라지다) | 레트 버틀러          |       |
| 2014                           | Woyzeck (보이첵)                                | 군악대장             |       |
| 2013 - 2014                    | Bonnie ＆ Clyde (보니앤클라이드)                | 테드 / 벅            |       |
| 2012 - 2013                    | Catch Me If You Can (캐치 미 이프 유 캔)        | 칼 해너티            |       |
| 2009 - 2011, 2012 - 2013, 2019 | Jack The Ripper (잭 더 리퍼)                    | 먼로 / 잭            |       |
| 2009 - 2011, 2013 - 2014       | The Three Musketeers (삼총사)                   | Porthos (포르토스)   |       |
| 2009, 2010                     | 42nd Street (브로드웨이 42번가)                 | 줄리안 마쉬          |       |
| 2008                           | 진짜진짜 좋아해                                 | 구감독               |       |
| 2008                           | Cleopatra (클레오파트라)                        | 시저                 |       |
| 2008                           | Romeo & Bernadette (로미오 앤 베르나뎃)         | 펜자                 |       |
| 2007, 2011                     | Singin' in the Rain (사랑은 비를 타고)          | 동욱                 |       |
| 2007, 2008                     | Notre-Dame de Paris                             | Quasimodo (콰지모도) |       |
| 2007                           | 젊은 베르테르의 슬픔                            | 알베르트             |       |
| 2006, 2007, 2015               | The Last Empress (명성황후)                     | 미우라               |       |
| 2006                           | 이                                              | 연산                 |       |
| 2006                           | The Kingdom of the Winds (바람의 나라)          | 해명                 |       |
| 2005                           | Guys and Dolls (아가씨와 건달들)                | 스카이               |       |
| 2005                           | Carmen, The Musical (카르멘, 더 뮤지컬)         | 에스까미오           |       |
| 2005                           | 루나틱                                          | 정상인               |       |
| 2004                           | 지저스 크라이스트 수퍼스타                      | 빌라도               |       |
| 2004                           | 브로드웨이 42번가                               | 줄리안               |       |
| 2003                           | 유린타운                                        | 클로드웰             |       |
| 2003                           | 아가씨와 건달들                                 | 스카이               |       |
| 2002                           | 몽유도원도                                      | 여경                 |       |
| 2001                           | 한여름밤의 꿈 - 신라의 달밤                     | 도깨비대왕           |       |
| 2001                           | 토미                                            | 워커대위             |       |
| 2001                           | 카르멘시타                                      | 에스카미오           |       |
| 2000                           | 포기와 베스                                     | 포기                 |       |
| 2000 - 2003                    | 젊은 베르테르의 슬픔                            | 알베르트             |       |

### Aparición en videos musicales
| Año  | Intérprete | Canción      | Notas |
| ---- | ---------- | ------------ | ----- |
| 2008 | Rain       | "Love Story" |       |

## Premios y nominaciones
| Año  | Categoría    | Premio                       | Trabajo | Resultado |
| ---- | ------------ | ---------------------------- | ------- | --------- |
| 2008 | 최고의스타상 | 제2회 대구국제뮤지컬페스티벌 | -       | Ganó      |
| 2008 | 남우주연상   | 제14회 한국뮤지컬대상        | -       | Ganó      |
| 1996 | 남우신인상   | 2nd Korea Musical Award      | -       | Ganó      |